# 1998年冬季残疾人奥林匹克运动会西班牙代表团
1998年冬季残疾人奥林匹克运动会西班牙代表团是西班牙派出的1998年冬季残疾人奥林匹克运动会代表团。获得8枚金牌。